# سلجوق نامه
سلجوق نامه (ويعني كتاب الدولة السلجوقية) هو كتاب تاريخ عن الدولة السلجوقية كتبه المؤرخ الفارسي ظهير الدين النيسابوري حوالي عام 1175. وقد كُتب باللغة الفارسية، وقد تم الاعتراف به كمصدر أساسي للمواد السلجوقية للأعمال الفارسية التي يرجع تاريخها من القرن الثالث عشر إلى القرن الخامس عشر، والتي تشمل؛ راحة الصدور، جامع التواريخ، تاريخ كزيد [الإنجليزية]، زبدة التواريخ وروضة الصفالأبي القاسم القاشاني، المؤرخ الذي كتب عن الإلخانيين، أجرى تعديلات وإضافات على النص الأصلي، والذي اٌعتٌقد لاحقًا بشكل خاطئ على أنه كتاب سلجوف نامه الأصلي.

## المحتوى
إن كتاب السلاجقة غامض فيما يتعلق بتاريخ السلاطين قبل طغرل الثالث، كما لاحظ كلود كاهين، حيث إن النيسابوري كان لديه مصادر فقيرة نسبيًا تحت تصرفه عن السلاجقة قبل حياته ومع ذلك، فهو تاريخ قصير ومقيد يستخدم مصادر مختلفة عن تلك التي استخدمها الكتاب العرب في ذلك الوقت، ولذلك فهو يحتوي على معلومات فريدة ونادرة عن السلاجقة. تاريخه النصي معقد؛ فهو كمقدمة في القافية، يظهر أولاً كجزء تاريخي من مجموعة معروفة باسم راحة الصدور. تظهر نسخة لاحقة في مجموعة التواريخ التي تعود إلى القرن الرابع عشر والمعروفة باسم جامع التواريخ ، والتي جمعها رشيد الدين فضل الله، وزير الإلخانيين في إيران.

## العصر الحديث
في عام 1953، ادعى إسماعيل أفشار أنه وجد نسخة من كتاب سلجوق نامه. يعتقد أ.هـ مورتن أن هذه النسخة هي من عمل أبي القاسم الكاشاني [الإنجليزية]. وبناء على ذلك، لا يُعتقد أنه توجد نسخة ناجية من كتاب سلجوق نامه اليوم. وعليه، قام أ.هـ مورتن بإنتاج نص يعتمد على المخطوطة رقم 11. الفارسية 22ب وهي تاريخ مجهول عن السلاجقة مخصص للسلطان طغرل الثالث. يزعم مورتون أن هذه نسخة من العمل الأصلي للنيسابوري.